# Град Приштина
Град Приштина је територијална јединица у Србији, која се налази на Косову и Метохији и припада Косовском управном округу. Средиште је градско насеље Приштина. Према попису из 2024. на подручју града било је 227.466 становника. Као административно-територијална јединица, Град Приштина је установљен 1992. године када је дотадашња Општина Приштина добила статус града. Након 1999. године, седиште градских органа управе измештено је у Грачаницу.

## Историја
Општина Приштина је установљена 1959. године, када су на територији тадашње Аутономне косовско-метохијске области укинути срезови, чиме је дотадашњи Грачанички срез са средиштем у Приштини трансформисан у Општину Приштина.
Административним преуређењем из 1988. године, из састава Општине Приштина издвојене су три нове општине: Косово Поље, Обилић и Ново Брдо.
Новом административном реформом, која је извршена 1992. године, Општина Приштина је добила статус града са ширим овлашћењима, чиме је створен Град Приштина,
Првобитни Статут града Приштине усвојен је 1996. године, чиме је престала да важи дотадашња Статутарна одлука општине Приштина из 1992. године. Приштински градски статут из 1996. године остао је на снази све до 2008. године, када је усвојен нови Статут града Приштине.
Последњи локални избори пре рата на Косову и Метохији одржани су 1997. године.

## Град Приштина након 1999. године
Након завршетка рата на Косову и Метохији, органи града Приштине, као и сви запослени који функционишу по систему Републике Србије, били су приморани да напусте своја радна места у самом граду. Њихове радне обавезе настављене су на местима која су сматрана безбеднијим, а град Приштина своје привремено уточиште проналази у српској енклави Грачаници.
Након уласка међународних снага на Косово и Метохију 1999. године, управљање градом Приштина обављао је координатор кога је именовала и разрешавала Влада Републике Србије. У исто време, под окриљем новоуспостављених Привремених институција самоуправе (ПИС) формирана је посебна Општина Приштина (алб. Komuna e Prishtinës) у којој су власт преузеле албанске политичке странке. Од тог времена, постојале су две локалне управе: прва (у систему Србије) са измештеним седиштем у Грачаници и друга (у систему ПИС) са седиштем у Приштини.
Након рата, први наредни локални избори по Уставу и законима Републике Србије за град Приштину одржани су 11. маја 2008. године. Иако су избори били легални у оквиру правног оквира Републике Србије, УНМИК и Привремене институције самоуправе одбили су да их прихвате као легалне, али их нису спречили да се одрже. Мандате у новоизабраној Скупштини града Приштине добило је шест изборних листи: Српска радикална странка (23), Демократска странка Србије - Нова Србија (9), Демократска странка (5), Социјалистичка партија Србије (4), Група грађана Покрет за опстанак (3) и Група грађна Видовдан (3).
Одлуком Владе Републике Србије од 2. априла 2009. године, распуштен је дотадашњи састав Скупштине града Приштине, уз истовремено увођење привремене управе. Ванредни локални избори за градску скупштину Приштине одржани су 16. августа, а новоизабрана Скупштина града Приштине конституисана је у октобру 2009. године.
Након склапања Бриселског споразума, Влада Републике Србије је 2013. године одлучила да функције из надлежности Скупштине града Приштине и извршних градских органа убудуће обавља Привремени орган града Приштине, којег именује и разрешава Влада Србије.

## Градоначелници, Координатори и Привремени орган града Приштине

### Градоначелници града Приштине
- Томислав Секулић[14][15]
- Живојин Митровић[16]
- Новица Сојевић[16]
- Душан Симић ( –1999)[17][18]
- Драгутин Перић (2008–2009)[6][19][20]

### Координатор за општину Приштина
Координатори за општине су били функционери које је Влада Србије именовала ради управљања административним и политичким питањима у општинама на подручју Косова и Метохије. Ови координатори су били део Координационог центра Србије за Косово и Метохију, који је основан ради координације и управљања делатностима у овом региону. Њихова основна улога била је да обезбеде спровођење политика Владе Србије на локалном нивоу, као и да буду посредници између локалних власти и државних органа.

#### Координатори за општину Приштина
- Славиша Костић
- Марко Тодоровић
- Славиша Николић (2006–2008)[21][22]

### Привремени орган града Приштине (од 2013)
Влада Републике Србије је 2013. године образовала Привремени орган града Приштине, који обавља функције градских органа у условима када функционисање редовних институција није могуће.

#### Председници Привременог органа:
- Љубинко Караџић (2013–2021)[24][25][26]
- Новак Живић (2021–2025)[25][27][28]

## Насељена места
Град Приштина има површину 572 km² и обухвата 46 насељена места:
| - Ајвалија - Ајкобила - Бадовац - Балабан - Бариљево - Бесиње - Бусиње - Врани До - Глоговица - Горња Брњица | - Грачаница - Граштица - Дабишевац - Девет Југовића - Доња Брњица - Драговац - Дреновац - Златаре - Качикол - Којловица | - Колић - Кукавица - Лапље Село - Лебане - Лукаре - Маковац - Маревце - Матичане - Мрамор | - Нишевце - Орловић - Преоце - Приштина - Пропаштица - Пруговац - Радошевац - Риманиште - Сићево | - Сливово - Софалија - Сушица - Тенеш До - Трудна - Чаглавица - Шарбан - Шашковац |

## Демографија
Према попису из 1981. године град Приштина је већински насељен Албанцима. Након рата 1999. године већина Срба и Црногораца је напустила град. Преостали Срби углавном живе у насељима Грачаница, Лапље Село, Чаглавица, Сушица, Преоце и Доња Брњица. Одлуком институција самопроглашене Републике Косово насеља Грачаница, Лапље Село, Бадовац, Сушица, Преоце и део насеља Чаглавица су припала новоформираној општини Грачаница.
| Етнички састав према попису из 1961.‍ | Етнички састав према попису из 1961.‍ | Етнички састав према попису из 1961.‍ | Етнички састав према попису из 1961.‍ | Етнички састав према попису из 1961.‍ |
| ------------------------------------ | ------------------------------------ | ------------------------------------ | ------------------------------------ | ------------------------------------ |
|                                      |                                      |                                      |                                      |                                      |
| Албанци                              | Албанци                              |                                      | 40.741                               | 58,4%                                |
| Срби                                 | Срби                                 |                                      | 20.759                               | 29,7%                                |
| Црногорци                            | Црногорци                            |                                      | 2.885                                | 4,1%                                 |
| Укупно: 69.810                       |                                      |                                      |                                      |                                      |

| Етнички састав према попису из 1981.‍ | Етнички састав према попису из 1981.‍ | Етнички састав према попису из 1981.‍ | Етнички састав према попису из 1981.‍ | Етнички састав према попису из 1981.‍ |
| ------------------------------------ | ------------------------------------ | ------------------------------------ | ------------------------------------ | ------------------------------------ |
|                                      |                                      |                                      |                                      |                                      |
| Албанци                              | Албанци                              |                                      | 105.520                              | 70,9%                                |
| Срби                                 | Срби                                 |                                      | 26.264                               | 17,7%                                |
| Роми                                 | Роми                                 |                                      | 6.095                                | 4,1%                                 |
| Црногорци                            | Црногорци                            |                                      | 4.439                                | 2,9%                                 |
| Муслимани                            | Муслимани                            |                                      | 2.648                                | 1,8%                                 |
| Турци                                | Турци                                |                                      | 1.931                                | 1,3%                                 |
| Укупно: 148.656                      |                                      |                                      |                                      |                                      |

| Етнички састав према попису из 2011.‍ | Етнички састав према попису из 2011.‍ | Етнички састав према попису из 2011.‍ | Етнички састав према попису из 2011.‍ | Етнички састав према попису из 2011.‍ |
| ------------------------------------ | ------------------------------------ | ------------------------------------ | ------------------------------------ | ------------------------------------ |
|                                      |                                      |                                      |                                      |                                      |
| Албанци                              | Албанци                              |                                      | 195.782                              | 95,5%                                |
| Срби                                 | Срби                                 |                                      | 4.285                                | 2,1%                                 |
| Турци                                | Турци                                |                                      | 2.171                                | 1,1%                                 |
| Роми                                 | Роми                                 |                                      | 760                                  | 0,4%                                 |
| Укупно: 204.937                      |                                      |                                      |                                      |                                      |

## Галерија
- Приштина - Православна црква Свети Никола
- Градски стадион у Приштини
- Споменик Скендербегу у Приштини
- Приштина
- Парк Народне библиотеке, Приштина
- Главна пошта, четврт Дарданија, Приштина